# Пономаренко Олександр Іванович
Олександр Іванович Пономаренко (9 травня 1942, Улан-Батор — 29 червня 2022, Київ) — український науковець-прикладний математик, педагог. Кандидат фізико-математичних наук (1969), доцент (1976). Соросівський професор (1995). Співзасновник нової для України математичної спеціальності «Статистика» зі спеціалізаціями «Актуарна та фінансова математика», «Математична економіка», «Прикладна статистика», дослідник спектральної теорії випадкових процесів та полів, стохастичних диференціальних систем, загального стохастичного аналізу, теорії випадкових функціоналів та операторів.
Майже півстоліття — педагог Київського національного університету імені Тараса Шевченка (1965—2012), паралельно, з початку 2000-х років — педагог Ніжинського державного університету імені Миколи Гоголя. Автор понад 200 наукових робіт, зокрема, близько 30 монографій, підручників та навчальних посібників.

## Життєпис
Народився 9 травня 1942-го року в Улан-Баторі, Монгольська Народна Республіка.
У 1965-му році з відзнакою закінчив кафедру теорії ймовірностей та математичної статистики механіко-математичного факультету Київського державного університету імені Тараса Шевченка. Тоді ж розпочав педагогічну роботу на рідній кафедрі, у 1968-му році закінчив аспірантуру.
У 1969-му році здобув науковий ступінь кандидата фізико-математичних наук, захистивши дисертацію на тему «Некоторые вопросы корреляционной теории случайных полей на группах». Через рік пройшов додатковий курс навчання за спеціальністю «Теорія ймовірностей та математична статистика» у Московському державному університеті.
У 1976-му році затверджений у вченому званні доцента. Викладав курс лекцій у Гельсінському, Єреванському, Львівському, Московському університетах, у декількох європейських міжнародних школах з економіки та фінансів.
У 1995-му році став лауреатом премії фонду Сороса, отримавши звання «Соросівський професор». На початку 2000-х років, паралельно з викладанням у КНУ, розпочав педагогічну роботу у Ніжинському державному університеті імені Миколи Гоголя (кафедра прикладної математики та інформатики). У 2012-му році звільнився з КНУ.
Співзасновник нової для України математичної спеціальності «Статистика» зі спеціалізаціями «Актуарна та фінансова математика», «Математична економіка», «Прикладна статистика», дослідник спектральної теорії випадкових процесів та полів, стохастичних диференціальних систем, загального стохастичного аналізу, теорії випадкових функціоналів та операторів.

Могила Олександра Пономаренка, Байкове кладовище

Автор понад 200 наукових робіт, зокрема, близько 30 монографій, підручників та навчальних посібників. Керівник декількох міжнародних освітніх програм Агентства США з міжнародного розвитку, Європейського Союзу, Міжнародного фонду «Відродження». Науковий керівник та педагог кандидатів та докторів наук, зокрема, Ростислава Майбороди, Володимира Зубченка тощо.
Помер на 81-му році життя, через два з половиною місяці після смерті дружини, 29 червня 2022-го року. Похований разом з нею у колумбарії Байкового кладовища, неподалік від центрального входу.

## Науковий доробок (частковий)
- «Некоторые вопросы корреляционной теории случайных полей на группах»: диссертация кандидата физико-математических наук : 01.00.00. — Киев, 1969. — 183 с.
- «Методы оптимизации»: Конспект лекций. — Киев: Вища школа. Изд-во при Киев. ун-те, 1978. — 51 с.; 20 см.
- «Лекции по теории и методам оптимизации». — Киев: Вища школа. Изд-во при Киев. ун-те, 1979. — 47 с. : граф.; 20 см.
- «Стохастические задачи оптимизации»: Текст лекций / А. И. Пономаренко. — Киев: КГУ, 1980. — 50 с.; 20 см.
- «Системні методи в економіці, менеджменті та бізнесі» / О. І. Пономаренко, В. О. Пономаренко; Либідь, 1995, 240 с.
- «Основи математичної економіки» / О. І. Пономаренко; К. : Техніка інформ, 1995
- «Сучасна аналітична політологія»: Вибрані лекції / О. І. Пономаренко. — К. : ВЦ «Київський університет», 2000. — 82 с.
- «Банковское дело для финансовых аналитиков. Часть I. Аналитическая теория банковского дела» / А. И. Пономаренко; ЭМЦ, 2002, 55 с.
- «Банковское дело для финансовых аналитиков. Часть II. Статистический учет и анализ банковской деятельности» / А. И. Пономаренко; ЭМЦ, 2002, 44 с.
- «Основи фінансового та інвестиційного менеджменту»: Навчальний посібник / О. І. Пономаренко ; Ніжинський державний педагогічний університет імені Миколи Гоголя. — Ніжин: НДПУ ім. М. Гоголя, 2003. — 60 с.
- «Вступ до фінансової математики»: навчальний посібник / О. І. Пономаренко ; Ніжинський державний педагогічний університет імені Миколи Гоголя. — Ніжин: НДПУ ім. М. Гоголя, 2003. — 84 с.
- «Сучасний економічний аналіз»: навчальний посібник: У 2-х ч. Ч. 1 : Мікроекономіка / О. І. Пономаренко, М. О. Перестюк, В. М. Бурим. — К. : Вища школа, 2004. — 262 с. : іл.
- «Сучасний економічний аналіз»: навчальний посібник: У 2-х ч. Ч. 2 : Макроекономіка. / О. І. Пономаренко, М. О. Перестюк, В. М. Бурим. — К. : Вища школа, 2004. — 207 с. : іл.
- «Київський національний університет імені Тараса Шевченка — лідер актуарної освіти в Україні» / Борисенко О. Д., Пономаренко О. І., Дарійчук І. В.; ВПЦ Київський університет, 2008, 50 c.
- «Моделі страхування та теорія ризику» / О. І. Пономаренко; ВПЦ Київський університет, 2008, 184 с.
- «Методи оптимізації та дослідження операцій. Задачі та тести»: навчальний посібник [для студентів, що спеціалізуються з інформатики] / О. І. Пономаренко ; Ніжинський державний університет імені Миколи Гоголя. — Ніжин: НДУ ім. М. Гоголя, 2011. — 73 с. : іл.
- «Методи та моделі сучасних фінансів» / О. І. Пономаренко; 2011, 212 с.